# Храм Апостола Иоанна Богослова (Кампина-дас-Мисойнс)
Храм апостола и евангелиста Иоанна Богослова (порт. Igreja Ortodoxa Russa Apóstolo São João Evangelista) — православный храм в городе Кампина-дас-Мисойнс, штат Риу-Гранди-ду-Сул, Бразилия. Принадлежит к Аргентинской и Южноамериканской епархии Русской православной церкви.

## История
В 1912 году прибывшими сюда эмигрантами из Российской империи был построен первый на территории Бразилии русский православный храм, освящённый в честь апостола и евангелиста Иоанна Богослова.
В период Второй мировой войны храм сгорел. Из-за начавшихся разногласий между русскими и немецкими эмигрантами было решено построить новое здание храма в десяти километрах от центра города. В 1955 году было возведено современное здание церкви.
В 1960-е годы многие из потомков эмигрантов начали покидать маленький городок Кампина и перебираться в отстоящий от него в пятидесяти километрах более крупный город Санта-Розу. Здесь новообразованной православной общиной было решено построить храм во имя святых апостолов Петра и Павла, который был завершен и освящён в 1970 году. Однако и после этого более трети жителей города, около 5 тысяч человек, оставались прямыми потомками выходцев из России, Белоруссии, Украины и Молдавии, за что города называли русским.
В 1987 году приход перешёл из РПЦЗ в Аргентинскую епархию Московского Патриархата.
В январе 1999 года храм посетил заместитель председателя ОВЦС Феофан (Ашурков). Он отметил, что «и священник, и прихожане — православные бразильцы. Хотелось бы отметить удивительный факт: значительный рост интереса к Православию в Бразилии, которую принято считать католической страной. Мне кажется, что там существует тенденция к появлению православных общин, состоящих из бразильцев».
С 4 по 12 октября 2009 года в штате Риу-Гранди-ду-Сул (Бразилия) прошли торжества, посвященные 100-летию русской общины в этой стране. 9 октября в Законодательном собрании города Кампина-дас-Миссойнс прошла встреча, посвященная переселившимся из России и их потомкам. 10 октября состоялось открытие памятника в честь 100-летия русской общины, расположенного при въезде в Кампина-дас-Миссоес. Памятник представляет собой крест, у подножия которого — фигура апостола Иоанна Богослова. Частью мемориала также является скульптурная композиция, изображающая членов русской крестьянской семьи: мать и дочь держат в руках колосья пшеницы и подсолнухи, а отец с мотыгой на плече вглядывается в далекий горизонт.
25 декабря 2009 года решением Священного Синода священник Дионисий Казанцев был направлен в распоряжение митрополита Аргентинского и Южноамериканского Платона (Удовенко) для назначения настоятелем Петропавловского храма в городе Санта-Роса с поручением окормления прихода Иоанна Богослова в городе Кампина-дас-Миссоес.
20 октября 2011 года скончался настоятель храма протоиерей Терсилио Карлини.
На протяжении всего 2012 года активом прихода при поддержке местных властей проводились памятные мероприятия, посвященные 100-летию существования храма. 21 октября в Санта-Розе по окончании богослужения в городском зале заседаний в присутствии представителей администрации и жителей города состоялось торжественное закрытие празднеств.
11 октября 2014 года на площади, названной в честь князя Владимира, Крестителя Руси, в городе Кампина-дас-Миссоес состоялась торжественная церемония открытия памятника князю Владимиру, приуроченная к 105-летию русской эмиграции в Бразилию. Епископ Леонид (Горбачёв) освятил памятник, после чего вокруг комплекса, епископом Леонидом и священнослужителями, префектом и генеральным консулом России в Сан-Паулу К. С. Каменевым были посажены плодоносные деревья.
Посетивший храм в октябре 2016 года митрполит Игнатий (Пологрудов) так описал его:

Храм <…> в минутах 10-15 автомобильного пути от центра, стоит отдельно от всех остальных строений. Рядом тоже салон, но невероятно огромный, воздвигнутый титаническими усилиями прихожан с настоятелем, и приходское кладбище. В воскресные и праздничные дни на Божественную литургию сюда съезжаются жители многочисленных соседних хуторов, ну и Кампины дас Мисоес, конечно. Храм бывает полон. Поют только по-церковнославянски, считая это своей священной обязанностью, безошибочным критерием и неизменной принадлежностью православия.